# Tour d'Allemagne 1947
Le Tour d'Allemagne 1947 (en allemand : Grünes Band vom Rhein) est la 9e édition du Tour d'Allemagne, une course cycliste qui s'est déroulée du 20 au 25 août 1947. Il s'agit de la première compétition cyclique se déroulant en Allemagne après la Seconde Guerre mondiale.

## Déroulement de la course
Le départ est donné à Vratislavie (aujourd'hui en Pologne). Les coureurs arrivent à l'issue de la 6e étape Aix-la-Chapelle.

### Liste des étapes
| Étape     | Date         | Villes étapes                     |  | Distance (km) | Vainqueur d’étape                | Leader du classement général |
| --------- | ------------ | --------------------------------- |  | ------------- | -------------------------------- | ---------------------------- |
| 1re étape | mer. 20 août | Solingen – Solingen               |  | 60            | Richard Voigt (?? h ?? min)      | Richard Voigt                |
| 2e étape  | jeu. 21 août | Bonn – Bonn                       |  | 68            | Fritz Diederichs (?? h ?? min)   | Fritz Diederichs             |
| 3e étape  | ven. 22 août | Aix-la-Chapelle – Aix-la-Chapelle |  |               | Hermann Siebelhoff (?? h ?? min) | Fritz Diederichs             |
| 4e étape  | sam. 23 août | Mönchengladbach – Mönchengladbach |  | 65            | Richard Voigt (?? h ?? min)      | Fritz Diederichs             |
| 5e étape  | dim. 24 août | Düsseldorf – Düsseldorf           |  | 66            | Erich Bautz (?? h ?? min)        | Erich Bautz                  |
| 6e étape  | lun. 25 août | Cologne – Cologne                 |  | 72            | Philipp Hilbert (?? h ?? min)    | Erich Bautz                  |

### Classement final
| Classement final | Classement final | Classement final | Classement final | Classement final    |
|                  | Coureur          | Pays             | Équipe           | Temps               |
| ---------------- | ---------------- | ---------------- | ---------------- | ------------------- |
| 1er              | Erich Bautz      |                  | '                | en 11 h 00 min 03 s |
| 2e               | Fritz Diederichs |                  |                  |                     |
| 3e               | Richard Voigt    |                  |                  |                     |
| 4e               | Otto Schenk      |                  |                  |                     |
| 5e               | Heini Noss       |                  |                  |                     |
| modifier         |                  |                  |                  |                     |